# Konrad Zahn

Konrad Zahn, vor 1935

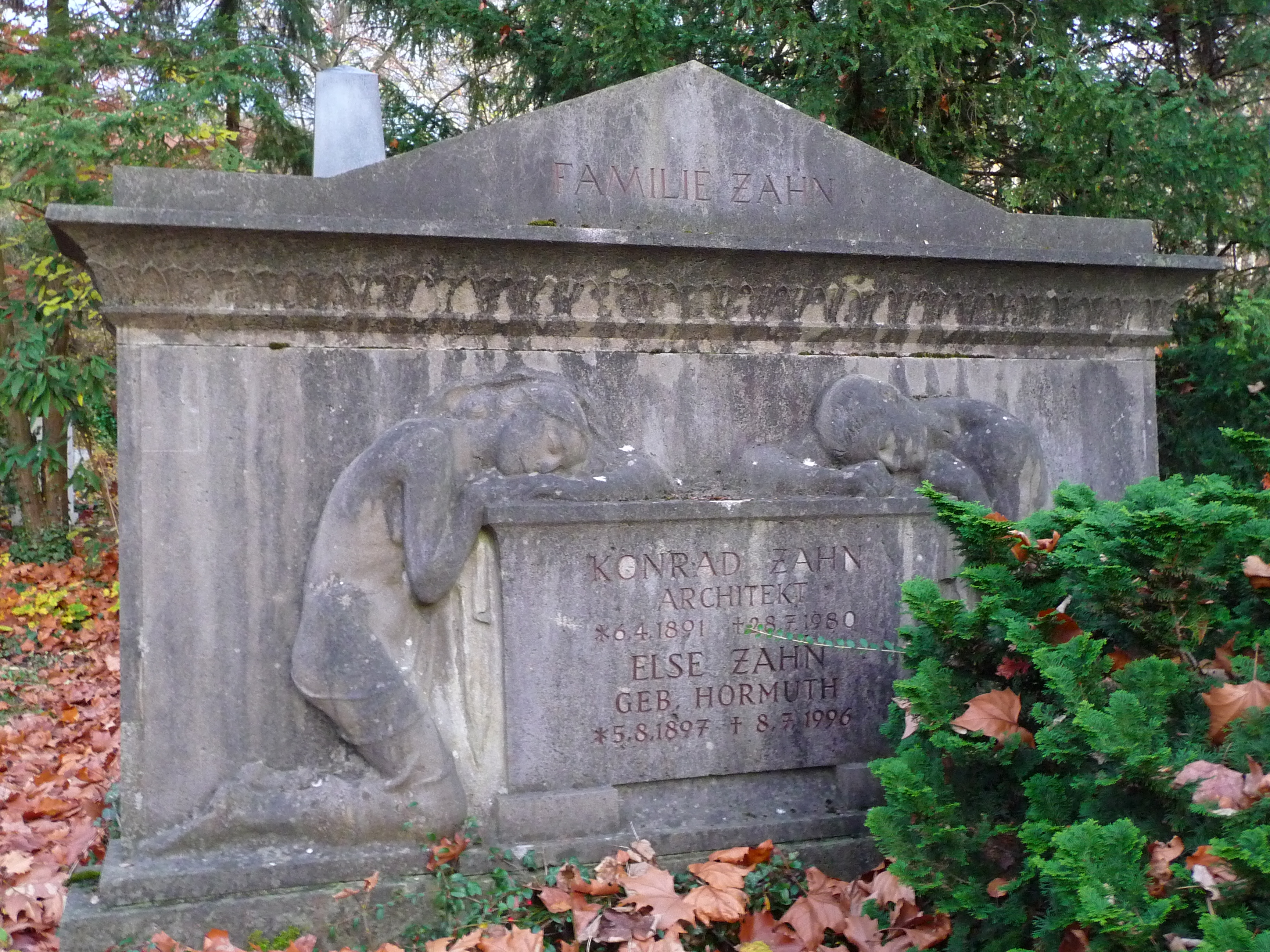
Grab Zahns auf dem Bergfriedhof Heidelberg

Konrad Zahn (* 6. April 1891 in Walldorf (Baden); † 28. Juli 1980 in Heidelberg) war ein deutscher Politiker (NSDAP) und SS-Führer.

## Leben und Wirken
Zahn besuchte die Volksschule und die Oberrealschule bis zur Untersekunda. Von 1907 bis 1910 studierte er Architektur am Staatstechnikum Karlsruhe und absolvierte eine Ausbildung bei einem Architekten. Von 1910 bis 1912 leistete er seinen Militärdienst beim Grenadier-Regiment 110. Am Ersten Weltkrieg nahm er von 1914 bis 1918 mit der 6. Kompanie des Infanterieregiments 112 und der bayerischen 3. Maschinen-Gewehr-Kompanie teil. Nachdem er sechsmal verwundet und mit dem Eisernen Kreuz I. und II. Klasse sowie mit der Badischen Verdienstmedaille ausgezeichnet worden war, geriet er im Oktober 1918 in Kriegsgefangenschaft, aus der im März 1920 entlassen wurde. Seit 1920 staatlich geprüfter Architekt und Baumeister, war Zahn bis 1933 als selbständiger Architekt in Heidelberg tätig.
Im März 1920 trat Zahn dem Deutschvölkischen Schutz- und Trutzbund bei. Im August 1928 wurde er Mitglied der NSDAP (Mitgliedsnummer 245.481); im Juli 1929 trat er in die SS (SS-Nr. 1.868) ein. Zahn baute ab September 1929 die SS in Heidelberg auf; ab August 1931 war er als Sturmbannführer für den Sturmbann I/32 in Heidelberg verantwortlich. Von Oktober 1930 bis 1933 war er Stadtverordneter in Heidelberg.
Nach der Machtübertragung an die Nationalsozialisten war Zahn einige Monate lang Abgeordneter im Badischen Landtag. Von November 1933 bis zum März 1936 saß er als Abgeordneter für den Wahlkreis 32 (Baden) im nationalsozialistischen Reichstag. Bei der Reichstagswahl am 29. März 1936 kandidierte er erneut, erhielt aber kein Mandat mehr. In Heidelberg war Zahn von 1935 bis 1945 Ratsherr der Stadt gemäß der Deutschen Gemeindeordnung.
In der SS wurde Zahn zuletzt im Februar 1934 zum Standartenführer befördert. Zuletzt als Führer der 35. SS-Standarte eingesetzt, schied Zahn im Juni 1935 aus dem aktiven SS-Dienst aus und war wieder als selbständiger Architekt in Heidelberg tätig.
Im Zweiten Weltkrieg gehörte Zahn der Waffen-SS an. Im Januar 1940 war er Untersturmführer der Reserve bei der 8. SS-Totenkopfstandarte in Krakau. Zwischen März 1940 und Oktober 1943 gehörte er dem aus der Totenkopfstandarte hervorgegangenen SS-Infanterie-Regiment 8 an, zuletzt als Kompanieführer und stellvertretender Führer eines Bataillons. 1944 und 1945 war er Kommandeur der Nachschubtruppen der 18. SS-Freiwilligen-Panzergrenadier-Division „Horst Wessel“. Im November 1944 wurde er zum SS-Sturmbannführer der Reserve befördert.